# Tour de Colombie 1962
Le Tour de Colombie 1962 est une épreuve cycliste sur route remportée par le Colombien Roberto Buitrago (es). Cette course est composée de 15 étapes du 17 octobre au 1er novembre 1962.